# Radanovci (Kosjerić)
Radanovci (Servisch cyrillisch Радановци) is een plaats in de Servische gemeente Kosjerić. De plaats telt 531 inwoners (2002).